# Chorebus luzulae
Chorebus luzulae är en stekelart som beskrevs av Griffiths 1967. Chorebus luzulae ingår i släktet Chorebus och familjen bracksteklar. Inga underarter finns listade i Catalogue of Life.